# Adventureland (film)
Adventureland è un film del 2009 scritto e diretto da Greg Mottola ed interpretato da Jesse Eisenberg, Kristen Stewart e Ryan Reynolds. Uscito nelle sale italiane il 10 luglio 2009 mentre negli Stati Uniti il 23 marzo precedente.

## Trama
Nell'estate del 1987 James Brennan, uno studente neodiplomato, visti i guai finanziari del padre si trova costretto a dover rinunciare al suo viaggio premio in Europa con un amico e ad accettare un lavoro temporaneo in uno scadente parco divertimenti per potersi pagare vitto e alloggio all'università di New York, a cui aspira iscriversi. Il ragazzo, lavorando al fianco di diversi adulti e coetanei, tra cui il premuroso Joel, l'esuberante Frigo, la boriosa Lisa P. e il carismatico Connel, si innamora perdutamente di Emily, una ragazza ribelle e problematica, che mette a dura prova il suo equilibrio mentale. Le vicende personali dei due ragazzi e alcuni loro amici si intrecceranno sullo sfondo di un presente squallido ed un futuro incerto.